# Бат (окръг, Вирджиния)
Вижте пояснителната страница за други значения на Бат.
Окръг Бат (на английски: Bath County) е окръг в щата Вирджиния, Съединени американски щати. Площта му е 1386 km², а населението - 4814 души. Административен център е населеното място Уорм Спрингс.